# 朱胸斑雀
朱胸斑雀（学名：Hypargos niveoguttatus），是梅花雀科斑雀属的一种，分布于津巴布韦、安哥拉、索马里、赞比亚、南非、马拉维、肯尼亚、坦桑尼亚、卢旺达、布隆迪、刚果民主共和国和莫桑比克。全球活动范围约为2,000,000平方千米。该物种的保护状况被评为无危。
朱胸斑雀的平均体重约为15.0克。栖息地包括乡村花园、亚热带或热带的（低地）湿润疏灌丛、干燥的稀树草原和亚热带或热带的（低地）季节性湿润草原。